# Boniface de Castellane

Esprit-Victor-Elisabeth-Boniface

Esprit-Victor-Elisabeth-Boniface, comte de Castellane (* 26. März 1788 in Lyon; † 16. September 1862 ebenda) war ein Marschall von Frankreich.

## Leben
Der Comte de Castellane stammte aus altadliger Familie. Er ist der Sohn von Boniface Louis André de Castellane (1758–1837), Marquis de Castellane und Pair de France, und Adélaïde Louise Guyonne de Rohan-Chabot (1761–1805). 1804 trat er in die Armee ein, machte 1806 den italienischen und 1808 den spanischen Feldzug als Lieutenant mit und erwarb 1809 in der Schlacht bei Wagram das Kreuz der Ehrenlegion.
Im Russlandfeldzug 1812 war er Capitaine und Adjutant des Grafen von Lobau.
Nach Napoleons Sturz ging er zu den Bourbonen über. 1815 wurde er als Colonel erster Kommandant des Régiment des hussards de Bas-Rhin und 1822 des „Régiment des hussards de la garde royale“. 1823 nahm er am spanischen Feldzug teil und führte seit 1830 eine Kavalleriebrigade.
Er wohnte 1832 der Belagerung von Antwerpen bei und wurde 1833 zum Lieutenant-général und zum Befehlshaber der Armee in den Pyrenäen ernannt. 1837 zum Pair erhoben, war er kurze Zeit bei der Armee in Afrika. Durch die Februarrevolution von 1848 verlor er sein Kommandos, schloss sich dann Louis Napoleon an, der ihn kurz vor dem Staatsstreich zum Kommandanten von Lyon ernannte, wo er die Sache des Präsidenten intensiv vorantrieb. Dafür wurde er 1852 zum Senator und 2. Dezember zum Márechall ernannt. Später erhielt er erneut das Kommando in Lyon.

## Ehe und Nachkommen
Boniface de Castellane heiratete am 22. Juni 1813 in Paris Louise Cordelia Eucharis (genannt Délie) Greffulhe (* 1796 in London; † 8. April 1847 in Paris), Tochter von Comte Jean-Henry-Louis Greffulhe, Pair de France, und Jeanne Pauline Louise Randon de Pully. Ihre Kinder sind:
- Henri (* 14. September 1814 in Paris; † 16. Oktober 1847 auf Schloss Rochecotte in Saint-Patrice), Marquis de Castellane; ⚭ 9. April 1839 in Paris Pauline de Talleyrand-Périgord (* 29. Dezember 1820 in Paris; † 12. Oktober 1890 auf Schloss Rochecotte), Tochter von Edmond de Talleyrand-Périgord, Duc de Talleyrand, und Dorothéa Prinzessin Biron von Curland, Herzogin von Sagan
- Sophie (* 2. Dezember 1818 in Paris; † 25. Dezember 1904 ebenda); ⚭  (1) 27. Juni 1836 in Paris Erasme Henri, Marquis de Contades († 24. Februar 1858 in Paris); ⚭ (2) 12. Oktober 1858 in Paris Victor Emmanuel Ange Stanislas Marie, Comte de Beaulaincourt de Marles († 14. August 1860 in Berlin)
- Pauline (* 6. Juli 1823 in Paris; † 9. Dezember 1895 in Berlin); ⚭ (1) 20. Juni 1844 in Paris Maximilian Graf von Hatzfeldt-Trachenberg, preußischer Botschafter in Paris († 19. Januar 1859 in Berlin); ⚭ (2) 3. April 1861 in Paris Louis Napoleon, Duc de Talleyrand et de Dino, Pair de France († 21. März 1898 in Berlin)
- Pierre (* 25. Oktober 1824 in Paris; † 16. April 1883), Comte de Castellane,; ⚭ 2. Juni 1857 in Paris Hedwige Sapia (* 1834; † 25. Oktober 1870 in Paris), Tochter von Michel Sapia und Angélique Claverie